# Liste de films tournés en Mauritanie
Un certain nombre d'œuvres cinématographiques et télévisuelles ont été tournés en Mauritanie.
Voici une liste à compléter de films, téléfilms, feuilletons télévisés, films documentaires... tournés en Mauritanie. 

## Longs métrages
- 1984 : Fort Saganne, réalisé par Alain Corneau, avec Gérard Depardieu et Sophie Marceau.
- 1997 : Le Cinquième Élément, réalisé par Luc Besson, avec Bruce Willis et Gary Oldman.
- 1997 : The Books Under the Sand, documentaire de Arnault Labaronne.
- 2000 : Life Without Death, documentaire de Frank Cole.
- 2001 : Le Peuple migrateur, documentaire de Jacques Perrin, dans le Parc national du Banc d'Arguin.
- 2002 : En attendant le bonheur (Heremakono), réalisé par Abderrahmane Sissako, avec Khatra Ould Abder Kader et Maata Ould Mohamed Abeid.

## Courts métrages
- 2005 : Mad Pigeon, une série de courts métrages réalisés par Julien Vergne, avec Awa et Soya Watt.